# Metasia angustipennis
Metasia angustipennis là một loài bướm đêm trong họ Crambidae.